# Masia de la Pobla
La Masia de la Pobla és una masia situada al municipi de Pujalt, a la comarca catalana de l'Anoia. Es troba en estat ruïnós.